# Luis Roque Dardanelli
Luis Roque Dardanelli Méndez (Zárate, Argentina, 15 de agosto de 1867- 11 de octubre de 1928) fue un farmacéutico, funcionario y periodista argentino que participó activamente de la vida política de Zárate.

## Familia y primeros años
Luis R. Dardanelli Méndez nació el 15 de agosto de 1867 en Zárate, Buenos Aires, en cuya iglesia de Nuestra Señora del Carmen fue bautizado como Luis Roque Alejandro el 24 de diciembre de 1867, siendo sus padrinos Lorenzo de los Santos y María Lorea (L°7 F°146). Fue hijo del Dr. Luis Alejandro Dardanelli, nacido en Mondoví, Italia, radicado a mediados del siglo XIX en Zárate, donde fue médico destacado en las grandes epidemias, y de María Josefa Clara Méndez Alonso, a su vez hija del Dr. Gil José Méndez, médico recordado por el Monumento a las víctimas de la fiebre amarilla, y Manuela Alonso Ferreyra.
Los Dardanelli fueron una de las familias nobles más antiguas de Mondoví, con presencia documentada en la región de Cúneo desde el siglo XIII. Los Méndez, familia materna de Luis Dardanelli, de origen gallego, se radicaron en el siglo XVIII en La Habana, Montevideo, y finalmente Buenos Aires, donde participaron de la defensa de las Invasiones Inglesas y de la Guerras de Independencia. Entre sus miembros se destacan Ramón Méndez, Ramón Tulio Méndez, y Agustín Méndez.

### Matrimonio y descendencia
Luis Roque Dardanelli contrajo matrimonio el 11 de diciembre de 1899 en la parroquia Nuestra Señora del Carmen de Zárate, siendo testigos Juan Claverie y Clotilde Poccard de Brougnes (L°1899 F°57) con Adelina Poccard Olivera, hermana del jurista Alfonso Poccard, e hija del francés Juan Bautista Poccard, nacido en Peisey-Nancroix, y de María Clara Olivera Ábalos, cuyas raíces criollas pueden rastrearse hasta el siglo XVI, al arribar su antepasado Gonzalo de Mendoza al Río de la Plata.

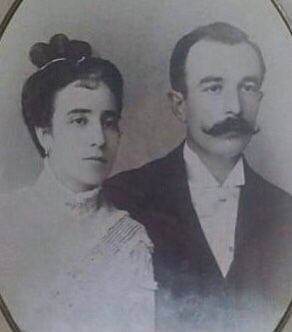
Luis Roque Dardanelli y Adelina Poccard

El matrimonio Dardanelli Poccard tuvo diez hijos, nacidos entre 1900 y 1918, todos bautizados en la parroquia de Nuestra Señora del Carmen de Zárate: Luis Alejandro (L°35 F°367), padrea a su vez del jurista Luis Dardanelli Alsina, Alberto Roque (L°36 F°352), Adelina Clara (L°37 F°486), Nilo Gil (L°39 F°31), Carlos José (L°40 F°414), Josefina María (L°44 F°287), Ana María (L°46 F°462), María Elisa (L°51 F°173), Lucio Alfonso L°49 F°255), y Julio Luis Antonio (L°53 F°419), este último propietario de la Residencia Dardanelli. De ellos descienden, entre otras, las familias Dardanelli Alsina, Dardanelli Ackerman, Dardanelli Torres, etcétera.

## Vida pública

### Actuación profesional
Luego de recibirse de farmacéutico, Luis Roque Dardanelli ejerció su profesión en Zárate, trabajando en la farmacia de Juan Claverie, la más antigua de la ciudad, fundada en 1875. Esta se encontraba en la esquina de las actuales calles Justa Lima y Belgrano, frente a la Iglesia de Nuestra Señora del Carmen. Finalmente Dardanelli le compraría a su socio la farmacia, que mantendría el nombre de Farmacia Claverie, como figura en un anuncio publicitario de 1919, a nombre de "Luis R. Dardanelli y Cía". Actualmente en el edificio donde se encontrara la farmacia funciona la confitería Plaza Café.
Pero su actividad profesional no se limitó al mundo farmacéutico. Luis Roque Dardanelli estuvo en los primeros tiempos del Centro de Comercio e Industrias de Zárate, figurando en los registros de directivos nombrados en 1916. Se destacó asimismo como periodista del diario La Razón en las primeras décadas del siglo XX. que así lo describía en su obituario: El señor Dardanelli fue corresponsal de La Razón durante varios años y puso al servicio de su misión inteligencia, actividad y un criterio sano para encarar los problemas que se le presentaron [...]

### Actuación social
Dardanelli participó de numerosos proyectos de recreación y caridad en su ciudad de origen. Entre ellos, en 1917 se encuentra registrado como miembro del comité italiano de Zárate para enviar ayuda a las víctimas italianas de la Primera Guerra Mundial, y en 1918 el diario El Debate lo destaca como integrante de la comisión local de la Asociación Nacional de Boy-Scout para cuya fundación colaboró. En ese sentido, al hablarse de Luis Roque Dardanelli en el diario La Crónica se afirma que actuó, además, como principal gestor en infinidad de iniciativas de indudable importancia para Zárate, que si fuéramos a enumerarlas detalladamente necesitaríamos varias columnas.

### Actuación política
El primer registro de la actuación política de Luis R. Dardanelli es su inscripción como uno de los vecinos de Zárate que apoyan la enajenación de los ferrocarriles de la provincia de Buenos Aires en 1889, cuando contaba con veintidós años de edad. Un año más tarde, en 1890, integró el Comité de la Unión Cívica de Zárate como uno de sus secretarios, siendo presidente honorario del cuerpo el Dr. Francisco A. Barroetaveña. Tiempo después, el 23 de septiembre de 1893, es nombrado en comisión como municipal titular de Zárate por el interventor nacional Lucio V. López: el nuevo comisionado municipal se conformó entonces por Manuel Dobarro como intendente, Jerónimo Martelli como presidente de la Comisión Municipal, Luis Dardanelli y Leopoldo Mindurry como vicepresidentes primero y segundo respectivamente, y Juan Angaut, Benito Balvidares y Manuel Fernández Beyró como municipales.
Décadas más tarde, en 1919, sería electo como concejal por la línea crottista dentro de la Unión Cívica Radical, junto a Ireneo Castex Blanco, Sixto Aguilar, Arturo R. Noya, Cesáreo Mindurry y Pascual Candepón. Esta agrupación del radicalismo se encontraba opuesta a la línea yrigoyenista, que detentaba el control del Poder Ejecutivo Nacional de ese momento, por responder al Presidente de la República.

#### Presidente del Honorable Concejo Deliberante
En enero de 1920 Luis R. Dardanelli alcanzó la presidencia del Concejo Deliberante de Zárate, como relata el periódico local El Eco: Luego se procedió a la elección de las autoridades del H. Concejo, siendo proclamados presidente el señor Luis R. Dardanelli; vice 1° el doctor Manuel Sundblad y vice 2° el señor Domingo Besasso.

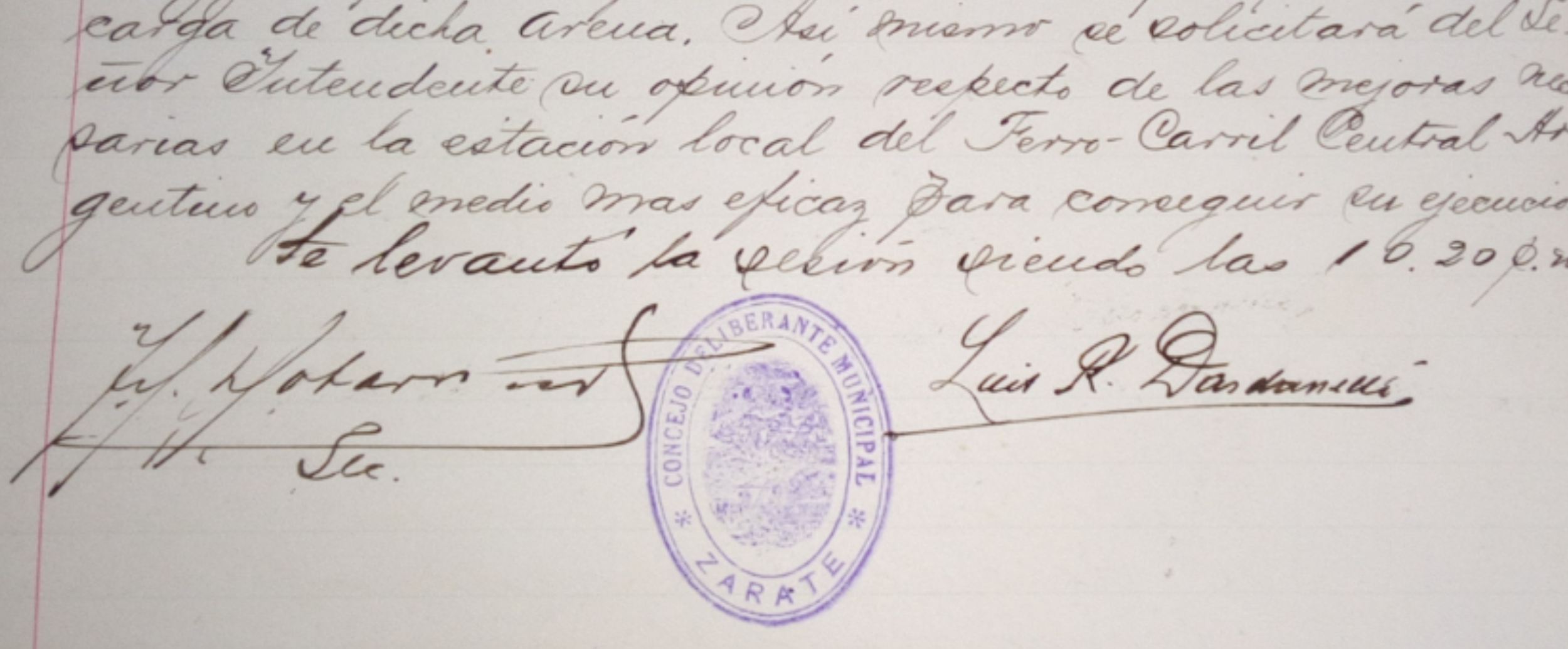
Acta del Concejo Deliberante de Zárate firmada por su presidente Luis R. Dardanelli, 1920

A pesar del poco tiempo que ostentó la presidencia del Honorable Concejo, limitándose el período a un solo año, Dardanelli tuvo la oportunidad de poder avanzar con la sanción de diversas ordenanzas municipales.

En enero de 1921 se debatía el nombramiento del nuevo intendente de Zárate y el próximo presidente de su Honorable Concejo Deliberante. A pesar de estar Luis Dardanelli entre los más firmes para asumir la primera magistratura municipal, la falta de acuerdo entre conservadores y radicales con sus facciones impidieron que pudiera asumir dicho cargo. Fue sucedido en el Concejo Deliberante por Antonio Rodríguez.

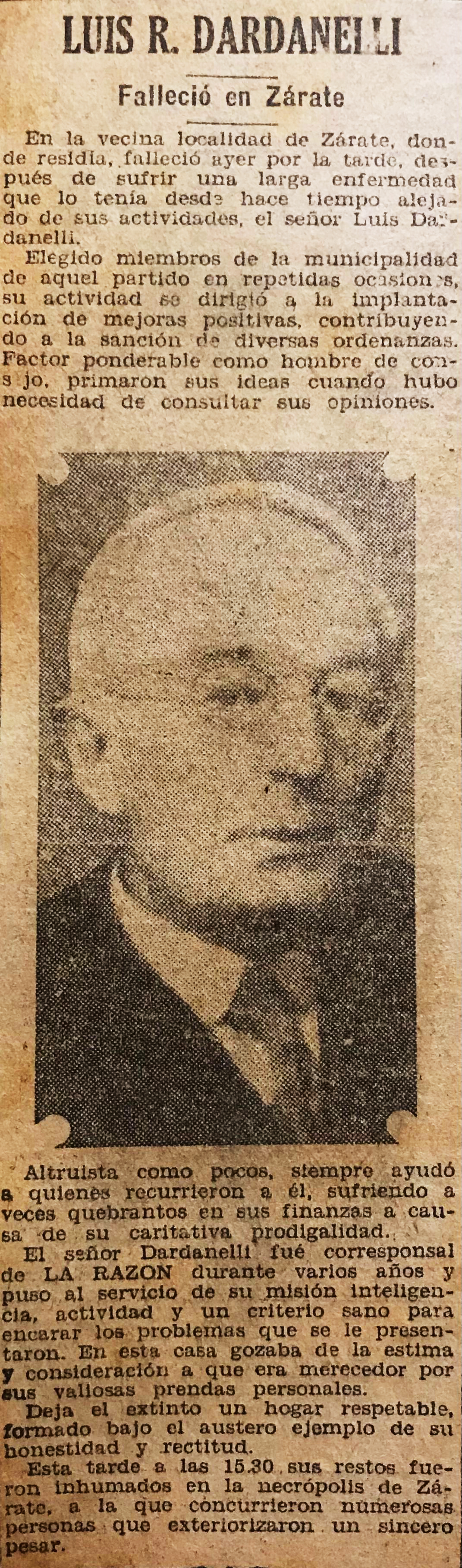
Obituario de Luis R. Dardanelli, La Razón, 12.10.1928

## Fallecimiento y descripción
El 11 de octubre de 1928 a las 18.05 horas moría Luis Roque Dardanelli en Zárate, luego de recibir el santo viático y la extrema unción por parte del padre Anselmo Grosso y Tertuliano Simón. Diversos periódicos de Zárate y Buenos Aires publicaron notas necrológicas los días posteriores, entre ellos El Debate, La Razón, La Crónica La Nación, y Tribuna, entre otros.
Con motivo de la muerte de Luis R. Dardanelli, una nota en Unión Vecinal, periódico local de Zárate, lo describía de la siguiente manera:

[...] Fue bueno, generoso, honesto, amable y modesto. Ningún humilde llegó a él en procura de un auxilio, sin que fuera atendido de acuerdo con sus deseos. Trabajador incansable, dejó sus atenciones diarias, para ir a ocupar su lecho de muerte. Activo como pocos. No hubo iniciativa, ya fuera con fines patrióticos, filantrópicos, de sport o de recreo, que no contaran con su apoyo moral y material, con ese espíritu juvenil que tanto lo distinguía, a pesar de sus años. Por eso muchos Centros lo contaron entre los suyos y en todos ellos era recibido con simpatía y se hacía indispensable. Tenía certeras indicaciones que marcaban rumbos, acallando resistencias con observaciones suaves, que no dejaban heridas. Formó un hogar virtuoso, donde deja el ejemplo del hombre de bien, con muchas lecciones que sabrán aprovechar los suyos para conducirse en la senda escabrosa de la vida. Su sepelio fue una intensa manifestación de dolor, donde todos se asociaron para dar el eterno adiós, al que durante su existencia, no tuvo más que amigos [...]
Unión Vecinal

## Homenajes

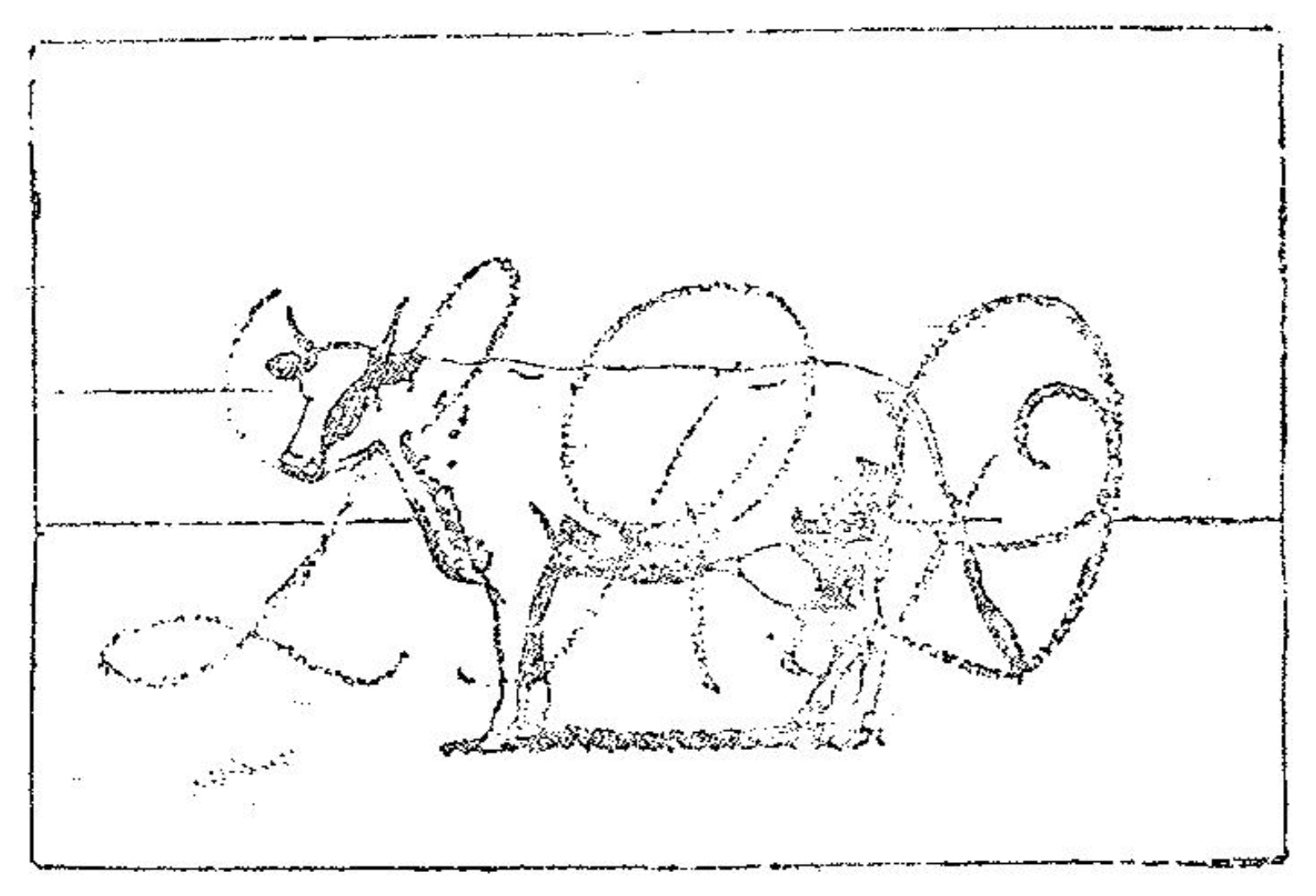
Dibujo del patentado de la marca L.R.D. (Luis Roque Dardanelli)

Un año después del fallecimiento de Luis Roque Dardanelli su hijo Alberto Roque Dardanelli Poccard, junto Alfonso González Poccard, primo hermano de aquél, patentaban como marca las letras L.R.D. frente a una vaca, para distinguir productos veterinarios. Lo hicieron el 16 de octubre de 1929, bajo el acta 141.192, con validez para toda la República Argentina. Dichas siglas conmemoraban las iniciales de su padre y tío, respectivamente, Luis Roque Dardanelli, quien además de su profesión de farmacéutico se había dedicado a las actividades ganaderas y agropecuarias en campos de su propiedad en el partido de Zárate.